# San Marino na Mistrzostwach Europy w Lekkoatletyce 2010
San Marino na Mistrzostwach Europy w Lekkoatletyce 2010 – reprezentacja San Marino podczas zawodów liczyła 2 zawodników: 1 mężczyznę i 1 kobietę.

## Występy reprezentantów San Marino

### Mężczyźni

#### Konkurencje biegowe i chód
| Zawodnik    | Konkurencja        | Eliminacje | Eliminacje | Półfinał | Półfinał | Finał    | Finał |
| Zawodnik    | Konkurencja        | Rezultat   | Poz.       | Rezultat | Poz.     | Rezultat | Poz.  |
| ----------- | ------------------ | ---------- | ---------- | -------- | -------- | -------- | ----- |
| Ivano Bucci | bieg na 400 metrów | 49,03      | 31.        |          |          |          |       |

### Kobiety

#### Konkurencje biegowe i chód
| Zawodniczka     | Konkurencja        | Eliminacje | Eliminacje | Półfinał | Półfinał | Finał    | Finał |
| Zawodniczka     | Konkurencja        | Rezultat   | Poz.       | Rezultat | Poz.     | Rezultat | Poz.  |
| --------------- | ------------------ | ---------- | ---------- | -------- | -------- | -------- | ----- |
| Sara Maroncelli | bieg na 100 metrów | 12,64 PB   | 30.        |          |          |          |       |